# Ответ Иеремии II на Аугсбургское исповедание
Отве́т Иереми́и II на А́угсбургское испове́дание — первая вероучительная реакция Православной церкви на появление лютеранства, объявленная от имени константинопольского патриарха Иеремии II в 1576 году.

## История
После папского опровержения Аугсбургского исповедания (Confutatio Pontificio) Филипп Меланхтон потерял всякую надежду на примирение с католиками. Поэтому впоследствии у него возникла идея о сближении с Православной церковью.
История Аугсбургского исповедания на Востоке начинается с безуспешных попыток наладить связь с Константинопольским патриархом через колонию венецианских греков. Позднее в Виттенберге появился православный диакон Димитрий, взявший на себя задачу доставить в Константинополь Аугсбургское исповедание, переведённое на греческий язык, а также личное письмо Меланхтона, где он писал, что лютеране имеют много общего с греческой церковью. Диакон Димитрий прибыл в Константинополь в конце 1559 г. и был принят патриархом Иосафом II. Документы, которые он привёз, вызвали у греков недоумение, так как с первого взгляда стало ясно, что ничего общего с православным учением они не имеют. Тем не менее, с политической точки зрения лютеране были потенциальными союзниками, поэтому патриарх и его советники решили письмо «потерять» или, точнее, сделать вид, что никогда его не получали. Диакон Димитрий, не получив ответа, в Виттенберг не вернулся, и лютеранские богословы решили, что он не смог доставить письмо. Спустя несколько лет ещё одна копия Аугсбургского исповедания была отправлена патриарху, на этот раз Иеремии II. Тюбингенские богословы сообщали, что не предлагают «никаких нововведений в вопросах, касающихся спасения… и что [лютеране] сохранили веру, которой их научили апостолы, пророки и св. отцы и которая была вдохновлена Святым Духом, Священным Писанием и семью Вселенскими соборами». После консультаций с синодом Иеремия составил ответ, датированный 15 мая 1576 г. В своём письме патриарх приводит каждый из 21 артикула Аугсбургского исповедания по порядку, объясняет, с чем он согласен, а с чем нет, и попутно предлагает своё понимание вопроса.
Летом 1576 года ответ Иеремии достиг Германии и было составлено второе послание, где остановились на тех доктринальных положениях, которые вызвали протест у патриарха, не касаясь, правда, таких вопросов, как монашество, литургия и употребление квасного хлеба. Они сосредоточили свои объяснения на том, что их взгляд на оправдание верой мало чем отличается от точки зрения патриарха. Кроме того, они пространно разъяснили лютеранский взгляд на причастие и ещё раз подчеркнули, что принимают только два таинства и не согласны с практикой призывания в молитвах святых. Письмо было отправлено в июне 1577 г., но когда оно точно достигло Константинополя, неизвестно.
В ответе Иеремии, отправленном в мае 1579 года, помимо дальнейшего раскрытия православного учения содержалось жёсткое указание на то, что некоторые доктрины лютеранства абсолютно неприемлемы для православной Церкви.

## Содержание критики лютеранства
- Filioque. Православные богословы обратили внимание на тот факт, что реформа Лютера не преодолевает раскола между западной и восточной церковью, поскольку лютеране вслед за католиками продолжают утверждать в первом артикуле Аугсбургского исповедания исхождение Святого Духа от Отца и Сына.
- Принцип оправдания верой (артикул IV) и принижении роли свободы воли в спасении, поскольку злодеи не могут получить благодати, а вера без добрых дел мертва.
- Утверждение двух таинств вместо семи (артикул VII).
- Отказ от почитания святых (артикул XXI).
- Отказ от почитания икон.
- Отказ от почитания мощей.
- Отказ от монашества.

Примечательно, что теория и практика лютеранской евхаристии не вызвала критики православных богословов (кроме как использования пресного хлеба вместо квасного), тогда как именно этот факт был одним из основных поводов расхождения с католицизмом и кальвинизмом. Это связано с тем, что в Аугсбургском исповедании незаметны отличия лютеранского понимания причастия от католического или православного, они обозначились позднее.

## Лютеранский ответ
Основной аргумент лютеранской стороны на 1580 год сводился к тому, что одни из перечисленных разногласий носят характер адиафоры, а другие могут быть объяснены местными традициями.

## Значение переписки
Несмотря на то, что богословский диалог не получил дальнейшего развития, он оказался полезным для обеих сторон. Познакомившись с сущностью и объёмом протестантских отклонений от православия, православные могли чувствовать себя более свободно в повседневных отношениях с протестантами, определив границы возможного сближения с ними без опаски за чистоту своих воззрений. Три послания патриарха Иеремии II, выработанные с помощью видных греческих богословов, явились фундаментальным вкладом в развитие православной догматики. Это был также первый систематический обмен богословскими взглядами между православным Востоком и протестантским Западом. По мнению православных богословов, участвующих в идущем ныне диалоге с представителями Всемирной Лютеранской Федерации, позиция патриарха Иеремии II не считается окончательным разрывом с лютеранством.

## Издания
1. Acta et Scripta Theologorum Wirtembergensium et Patriarchae Constantinopolitani D. Heremiae. Wittenberg, 1584
2. Иеремия II (Патриарх Константинопольский; 1530—1595). Святейшаго Патриарха Константинопольскаго Иеремии ответы лютеранам / перевел с греческаго архимандрит Нил. — Москва : Тип. В. Готье, 1866. — VI, 7-300 с.; 24 см.